# Râul Zănoguța, Judele
Râul Zănoguța este un afluent al râului Judele. 

## Hărți
- Harta județului Hunedoara
- Harta Munților Retezat  Arhivat în 10 iulie 2012, la Wayback Machine.